# Protestas contra el confinamiento por la pandemia de COVID-19 en China
Una serie de protestas contra los confinamientos y restricciones por la pandemia de COVID-19 comenzaron en China desde el 2 de noviembre de 2022 hasta el 5 de diciembre de 2022 y se intensificaron desde el 25 de noviembre.
Las protestas comenzaron en respuesta a las medidas tomadas por el gobierno chino para prevenir la propagación de COVID-19 en el país, incluida la implementación de una política de «COVID Cero». El descontento con la política había crecido desde el comienzo de la pandemia, pues había provocado el confinamiento de muchas personas en sus hogares, dejándolas sin trabajo y sin poder abastecerse y con duras restricciones.
Si bien las protestas a pequeña escala comenzaron a principios de noviembre, estallaron disturbios civiles generalizados luego de un incendio mortal en Urumqi, que mató a diez personas, tres meses después de un cierre en Sinkiang. Los manifestantes exigieron el fin de la política de «Cero COVID» del gobierno y los confinamientos continuos que a menudo se imponen repentinamente y sin previo aviso.
Los temas de las protestas evolucionaron a lo largo de los disturbios, desde el descontento con el liderazgo del Partido Comunista Chino (PCCh) y el mandatario de la nación Xi Jinping, hasta las condiciones laborales inhumanas provocadas por los cierres, y los abusos de los derechos humanos contra la etnia uigur en Sinkiang.
Muchas de estas manifestaciones pacíficas fueron reprimidas con violencia policial, habiéndose informado de casos de manifestantes abordados, golpeados con barras de metal y rociados con gas pimienta antes de la detención.

## Antecedentes

### Restricciones contra el COVID-19 en China
Desde el comienzo de la pandemia de COVID-19 en China el gobierno chino hizo un uso extensivo de las confinamientos y restricciones para controlar los brotes de COVID-19, en un esfuerzo por implementar una política de «COVID Cero». Estas restricciones comenzaron con el cierre de Wuhan en enero de 2020 y pronto se extendieron a otras ciudades y municipios, incluidos Shanghái y Sinkiang. A medida que estos confinamientos se generalizaron, se hicieron más prolongados y cada vez más disruptivos, lo que precipitó una creciente preocupación y disidencia. En abril de 2022, el gobierno chino impuso un confinamiento en Shanghái, lo que generó indignación en redes sociales como Sina Weibo y WeChat, en las cuales los ciudadanos manifestaban su disgusto con los efectos económicos del cierre, como la escasez de alimentos y la incapacidad para trabajar. Este descontento se vio exacerbado por los informes sobre las malas condiciones en los hospitales improvisados y la aplicación ilegal y severa de las cuarentenas. Estas quejas fueron difíciles de suprimir, a pesar de la estricta censura de las redes sociales en China. 
La propagación de subvariantes más infecciosas de la variante ómicron intensificó estas quejas. A medida que se extendieron estas subvariantes, se deterioró la confianza pública en la política de «COVID Cero» del gobierno chino, lo que indica que las estrategias de bloqueo se habían vuelto ineficaces e insostenibles para la economía china. Las concesiones y vacilaciones generaron una mayor falta de confianza y apoyo a la política; el 11 de noviembre, el gobierno chino anunció pautas nuevas y detalladas sobre las medidas contra el COVID-19 en un intento de facilitar la política de «COVID Cero». La aplicación por parte de los gobiernos locales varió ampliamente: Shijiazhuang levantó temporalmente la mayoría de las restricciones luego del anuncio, mientras que otras ciudades continuaron con restricciones estrictas, por temor a las consecuencias de aliviar las restricciones. Tras la implementación de las nuevas directrices, se produjeron brotes de COVID-19 en varias regiones de China.

### Movimientos democráticos de China
El gobierno de partido único de China ha resultado en movimientos políticos contra el Partido Comunista Chino (PCCh). El creciente descontento por la respuesta del gobierno chino a la pandemia de COVID-19 precipitó discusiones sobre la falta de libertad y de democracia en China y pidió la dimisión de Xi Jinping.

## Protestas
Diversas ciudades en China protestaron contra las restricciones por COVID-19 implementadas por el gobierno.

### Cantón
Cuando los cierres regresaron a Cantón a principios de noviembre, los residentes del distrito de Haizhu marcharon por las calles por la noche, rompiendo las barreras de metal y exigiendo el fin del cierre. En el distrito de Haizhu viven muchos trabajadores migrantes de fuera de la provincia, que no pudieron encontrar trabajo ni tener ingresos sostenibles durante los cierres. En videos difundidos en línea, los residentes también criticaron las colas de una hora para hacerse las pruebas de COVID-19, la incapacidad de comprar productos frescos y asequibles y la falta de apoyo del gobierno local. 

### Chongqing
En Chongqing se filmó a un hombre dando un discurso en su complejo residencial, proclamando en voz alta "¡denme la libertad o denme la muerte!", ante los gritos y aplausos de la multitud. Cuando las fuerzas del orden intentaron arrestarlo, la multitud luchó contra la policía y lo sacaron, aunque finalmente terminaron por detenerlo. El hombre fue apodado en línea como el "héroe de Chongqing". Citas suyas del video circularon ampliamente a pesar de la censura, como "solo hay una enfermedad en el mundo y es ser pobre y no tener libertad [...] ahora tenemos ambas".

### Zhengzhou
En Zhengzhou los trabajadores de una fábrica de Foxconn se enfrentaron con las fuerzas de seguridad y la policía el 23 de noviembre por los bajos salarios y las irregulares restricciones contra la COVID-19. Los trabajadores expresaron sus demandas en videos difundidos en las redes sociales chinas, alegando que Foxconn no les proporcionaba las bonificaciones y los paquetes salariales prometidos. Según un trabajador, Foxconn les dijo a los nuevos contratados que recibirían los bonos en marzo y mayo de 2023, mucho después del Año Nuevo chino, que es cuando más se necesitaba el dinero. Los manifestantes también acusaron a Foxconn de no separar a los trabajadores que dieron positivo de los demás, mientras les impedía salir de las instalaciones de la fábrica debido a las medidas de cuarentena. Se filmó a las fuerzas del orden golpeando a los trabajadores con porras y barras de metal, mientras que los trabajadores arrojaban objetos y volcaban los vehículos policiales.
Semanas antes, la fábrica había negado a los trabajadores la posibilidad de irse, como parte de una política nacional que exigía cero COVID-19, al mismo tiempo que intentaba mantener las fábricas abiertas y la economía en funcionamiento. Se difundieron videos de trabajadores que abandonaban la ciudad a pie para regresar a casa desafiando las medidas de cierre. 
En respuesta a la protesta, Foxconn ofreció 10.000 yuanes (alrededor de 1.400 dólares) a los trabajadores que accedieran a renunciar a sus trabajos y abandonar la fábrica.

### Urumqi
El 24 de noviembre de 2022, un incendio en un edificio en Urumqi mató a diez personas e hirió a otras nueve en una zona residencial cerrada, aunque algunos informes extraoficiales hablan de hasta 44 muertos. La región de Sinkiang ya había estado en estricto confinamiento durante tres meses en ese momento. Durante este tiempo, los videos e imágenes que circularon en las redes sociales chinas mostraban a personas que no podían comprar artículos de primera necesidad, como alimentos y medicinas. La gente echó la culpa a las medidas de cierre alrededor del edificio en llamas, impidiendo así que los bomberos pudieran llegar al edificio a tiempo, mientras que otros expresaron su enfado por la respuesta del gobierno, que parecía culpar a las víctimas por no lograr escapar del incendio. El 25 de noviembre, la gente de Urumqi marchó por las calles en señal de protesta, exigiendo el fin de las duras medidas de confinamiento.

### Pekín
Al menos 1 000 personas se reunieron a lo largo de la tercera carretera de circunvalación de Pekín para protestar por las restricciones contra la COVID-19. Los estudiantes de la Universidad de Tsinghua protestaron en el campus, coreando consignas de la protesta del Puente Sitong.

### Lanzhou
El 26 de noviembre, algunos videos filmaron a manifestantes de Lanzhou, destruyendo tiendas de campaña y cabinas para pruebas de COVID-19. Los manifestantes alegaron que fueron puestos bajo llave a pesar de que no hubo casos positivos en la zona. 
A principios de noviembre, circuló en las redes sociales un caso en Lanzhou en el que un niño de 3 años murió antes de que pudiera ser llevado al hospital a tiempo por culpa de las medidas de confinamiento, lo que provocó reacciones violentas e ira en las redes.

### Shanghái
Desde el 23 de noviembre de 2022, los manifestantes se manifestaron en Shanghái contra las políticas de cero COVID-19 del gobierno y también pidieron la renuncia de Xi Jinping. La policía utilizó gas pimienta para dispersar a los manifestantes, cerró calles y realizó arrestos. Una fotografía parecía mostrar a la policía quitando el letrero de la calle Urumqi, donde ocurrieron la mayoría de las protestas.

### Wuhan
Cientos de personas protestaron en Wuhan el 27 de noviembre, muchas destruyeron las barreras que rodeaban a las comunidades, mientras que algunas exigieron la renuncia de Xi.

### Dali
El día 27 de noviembre, docenas de personas salieron a la calle en Dali, tocaron guitarras y mostraron los papeles en blanco para protestar durante la manifestación
El 30 de noviembre cientos de furgonetas SUV y vehículos blindados del gobierno estaban estacionados a lo largo de las calles de la ciudad; la policía y las fuerzas paramilitares continuaron revisando al azar las identificaciones y los teléfonos móviles de los ciudadanos, en busca de aplicaciones extranjeras, fotos de las protestas u otras pruebas de las personas que habían participado en ellas. Las menciones en línea de las protestas continuaron siendo eliminadas.
Tras la muerte del exsecretario general del PCCh, Jiang Zemin, el mismo día a las 12:13 hora local, los censores se movieron para restringir los comentarios de Weibo relacionados con su muerte, ya que algunos usuarios de Weibo habían comenzado a comparar su presidencia con la administración actual, de forma poco velada, con críticas al actual secretario general del PCCh, Xi Jinping. Algunos manifestantes en grupos de Telegram mencionaban su muerte como una oportunidad para reunirse en su honor y desahogar su ira contra las políticas del gobierno.

## Reacciones y respuestas

### Gobierno de China
El portavoz del Ministerio de Relaciones Exteriores de China, Zhao Lijian dijo en una conferencia de prensa regular que "en las redes sociales hay fuerzas con motivos ocultos que relacionan este incendio con la respuesta local al COVID-19" y "creemos que con el liderazgo del partido comunista chino y el apoyo del pueblo chino, nuestra lucha contra el COVID-19 tendrá éxito".[cita requerida]
Con respecto al caso del periodista de BBC News Edward Lawrence que fue agredido y detenido brevemente en Shanghái, afirmó que estaba al tanto de la situación, pero afirmó que fue causada por la falta de identificación adecuada de Lawrence.

#### Censura
Los censores de Internet censuraron las imágenes y videos que circulaban en las redes sociales, pero luego comenzaron a circular en Twitter que ha sido bloqueado por el Gran Cortafuegos en China. Para evitar la censura, los manifestantes utilizaron papeles en blanco, graffitis e incluso ecuaciones matemáticas para expresar su descontento. Las palabras inofensivas se repitieron varias veces para formar oraciones para expresar el descontento, como "bueno, bueno, bueno, bueno, bueno, bueno, bueno". Las ecuaciones de Friedmann con expresiones cosmológicas que estiman la tasa de expansión del universo, se utilizaron para implicar que el cosmos eventualmente se abrirá, y también lo hará el país.
Las transmisiones de la Copa Mundial de Fútbol de 2022 en China mostraron escenas de espectadores en Catar sin restricciones por la COVID-19, a pesar de que la emisora estatal china CCTV cortó primeros planos de la audiencia sin mascarillas y los reemplazó con tomas de los jugadores, oficiales o lugares. El 22 de noviembre, una publicación en las redes sociales, titulada Diez preguntas, se volvió viral en WeChat, haciendo la pregunta retórica de si Catar estaba "en un planeta diferente" por tener medidas mínimas de control del COVID-19. La publicación se eliminó en breve, pero no antes de que se pudieran crear archivos fuera de Internet en China.
En Twitter, donde las autoridades chinas carecían de la capacidad de censurar las imágenes de protesta de aquéllos que habían eludido el Gran Cortafuegos, las etiquetas en chino de las ciudades con manifestaciones activas se habían inundado de pornografía, servicios de acompañantes y spam de apuestas, que surgían tanto de nuevos mensajes como de los que habían estado inactivos durante mucho tiempo, cuentas sospechosas de ser administradas por el gobierno chino. El problema se vio agravado por la renuncia informada de la mayor parte del equipo de confianza y seguridad de Twitter, luego de la adquisición de la plataforma por parte de Elon Musk.

### Reacciones internacionales
- Organización de las Naciones Unidas: Jeremy Laurence, portavoz de la Oficina de Derechos Humanos de la ONU, pidió a las autoridades chinas que respeten el derecho a la protesta pacífica y que los manifestantes no sean arrestados por ejercer ese derecho.[cita requerida]
- Estados Unidos: La administración Biden, a través del portavoz del Consejo de Seguridad Nacional, John Kirby, expresó su apoyo a las protestas y dijo que el presidente Biden estaba siendo informado sobre la situación.[23] La Embajada de Estados Unidos en Pekín dijo que el embajador Nick Burns había expresado su preocupación directamente a altos funcionarios chinos. Además, la embajada alentó a los ciudadanos estadounidenses a almacenar en sus viviendas suministros de agua, alimentos y medicamentos para 14 días. Numerosos políticos republicanos criticaron la respuesta de la administración de Biden como "débil" y "lamentable", por no "hacer frente al PCCh ni solidarizarse con el pueblo chino". Según los periódicos Politico y The New York Times, una respuesta más contundente de la administración de Biden le habría dado al gobierno chino más razones para desviar la atención de las demandas de los manifestantes alegando la participación extranjera en las protestas.[cita requerida]
- Unión Europea: Un portavoz de política exterior de la Unión Europea dijo que la UE estaba siguiendo de cerca las protestas sin comentarios adicionales.[cita requerida]
- Reino Unido: El primer ministro británico Rishi Sunak calificó el arresto de Edward Lawrence, periodista de la BBC, como  "impactante e inaceptable", y dijo que China se estaba moviendo hacia "un autoritarismo aún mayor".  El secretario de Relaciones Exteriores británico James Cleverly calificó el incidente como "profundamente perturbador" y estaba "claro" que el pueblo de China estaba "profundamente descontento" con las restricciones durante la pandemia. El secretario comercial Grant Shapps dijo que "no había absolutamente ninguna excusa" para que los periodistas que cubrían las protestas fueran atacados por la policía.[cita requerida]
- República de China: El Consejo de Asuntos del Continente de Taiwán pidió al gobierno chino que trate a los manifestantes de manera pacífica y racional y que afloje gradualmente las restricciones contra el COVID. El Partido Progresista Democrático instó al gobierno chino a escuchar y responder activamente a las demandas del pueblo.[cita requerida]
- Alemania: Frank-Walter Steinmeier, presidente de Alemania, pidió a las autoridades chinas que respeten la libertad de los manifestantes y que "entiendan por qué la gente quiere expresar su impaciencia y sus quejas". Dijo que esperaba que las autoridades chinas respetaran los derechos de los manifestantes a la libertad de expresión y de manifestación, y que las protestas siguieran siendo pacíficas. Steffen Hebestreit, portavoz del gobierno alemán, sugirió que el gobierno chino debería abordar sus estrictas políticas de bloqueo contra COVID mediante la administración de vacunas de ARNm fabricadas en Occidente con las que Alemania y Europa tuvieron una "muy buena experiencia" y habían permitido que la mayoría de los países aliviaran las restricciones contra el COVID.[24]
- Canadá: El primer ministro Justin Trudeau expresó su apoyo a la libertad de expresión en China.[cita requerida]